# Балкански рис
Балканският рис (Lynx lynx martinoi) е ендемична за Балканския полуостров котка, подвид на евроазиатския рис. Съществуват известни спорове по отношение на това дали е нужно представителите да бъдат включени в отделен подвид. Цветът на козината му е кафяв, с вариации от рижаво-кафява до жълто-кафява. Половият деморфизъм е ясно изразен, тъй като мъжките индивиди са по-големи от женските. Първият, който е описал Балканския рис като отделен подвид, е Иван Буреш през 1941 г. По-късно Мирич (от Белградския университет) през 1978 г. дава детайлен опис на морфологичните характеристики, които разграничават Балканския рис като отделен подвид. През 2005 г. Christine Brietenmoser (KORA) сравнява ДНК анализа от Балканския рис с този от Студията за пан-европейския рис. Сравнителният анализ показва ясна разлика между Балканския рис от останалите автохтонни популации на риса в Европа. Балканският рис е животно символ на Македония. Изобразен е на монетите от 5 денара.

## Разпространение
Броят на представителите на подвида е около 400 разпространени основно в източна Албания и западна Македония. Малък брой обитават и части от Косово и Черна гора. Възможно е единични екземпляри да обитават планините Руй, Малешевска, Осогово, Влахина, Рила и Краище.
За първи път фотокапан в Македония е заснел балкански рис през 2008 г. На 21 април 2011 г. е публикувана информация, че почти едновременно балкански рисове са заснети на две места в страната. Първият е заснет в Национален парк „Шебеник - Ябланица“ на 26 март 2011 г., а вторият на 28 март 2011 г. в Северна Албания друг фотокапан заснема балканската котка. Предполага се, че в страната се срещат 15 – 20 балкански риса.

## Природозащитен статус
Основната заплаха за представителите на подвида е бракониерството, унищожаването на горите и военните конфликти през последните години.